# درويش سعيد
درويش سعيد لاعب كرة قدم سعودي سابق.
هو درويش محمد سعيد عوض مواليد 1381هـ في السعودية, مهاجم سابق مع نادي النصر والمنتخب السعودي.
مثل درويش سعيد نادي النصر في مدة قصيرة وهي عبارة عن سبع سنوات, ولكنها كانت كفيلة بحفر اسمه في ذاكرة جماهير وعشاق نادي النصر, حيث يعتبر من أفضل اللاعبين الذين مروا على النصر عبر تاريخه.
وهو من الجيل الذهبي الثالث الذي حافظ على انتصارات النصر وبطولاته الكبرى, صعد للفريق الأول عام 1397هـ مع ماجد عبد الله ويوسف خميس وعبد الله عبدربه, وكان من أبرز اللاعبين البدلاء ولم يلعب أساسياً إلا في عام 1400هـ.
لعب كجناح أيسر تقليدي واستطاع المدرب البرازيلي فورميقا أن يوظف إمكاناته بطريقة مدهشة بداية من موسم 1400هـ والذي يعتبر الموسم الذهبي لهذا اللاعب المهاري.
عرف عن درويش سعيد المهارات الفردية وقوة القدم اليسرى, ولو توفر طول القامة لهذا اللاعب لشكل خطورة أكبر من خطورته التي عرفت عنه, حيث كان قصير القامة بشكل ملفت للنظر.
شكل درويش سعيد مع ماجد عبد الله وعبد الله عبد ربه قوة هجومية مرعبة طوال أربعة مواسم بداية من موسم 1400هـ وخاصة موسمي 1400هـ و1401هـ والتي حقق من خلالها النصر بطولة الدوري الممتاز مرتين متتاليتين كأول فريق في المملكة يحتكر بطولة الدوري.
وحل حينها درويش سعيد ثانياً بعد ماجد عبد الله في الأهمية الهجومية والتهديفية, وسجل لقب وصيف الهداف بعد ماجد عبد الله في عام 1401هـ من بين كل لاعبي فرق الدوري الممتاز.
ويذكر لدرويش سعيد بأنه اللاعب الوحيد الذي أجبر أحد المدربين على تغيير ظهيرين من مركز واحد, حيث قام مدرب الهلال في المباراة الختامية على بطولة الدوري الممتاز موسم 1400هـ والتي انتهت بفوز النصر 2 / 0 بتغيير ظهيرين من نفس المركز للحد من خطورة هذا اللاعب المهاري.
لم يعمر درويش سعيد طويلاً في الملاعب حيث يعتبر بدايات موسم 1404هـ هو آخر تواجد له بعد سبع سنوات قضاها كمهاجم خطير.

## مسيرته الدولية
انضم درويش سعيد لمنتخب الناشئين عام 1397هـ وخاض مع زملائه بطولة دورة تبريز في إيران وحقق لقب وصيف الهداف بعد ماجد عبد الله محققاً ( 5 ) أهداف كرقم جيد خلال خمس مباريات فقط. كما انضم للمنتخب الأول في عام 1400هـ وبقي حتى عام 1403هـ.
سجل درويش سعيد خلال مدة وجوده في الملاعب ( 46 ) هدفاً للنصر في المباريات الرسمية و ( 11 ) هدفاً في المباريات الودية ليصبح مجموع أهداف مع النصر ( 57 ) هدفاً.
كما سجل ( 7 ) أهداف مع منتخب الناشئين و ( 3 ) أهداف مع منتخب الشباب و( 4 ) أهداف للمنتخب الأول وخاصة في المباريات الودية التي كان خلالها أساسياً ولكن قصر قامته يبدو حال بينه وبين اللعب كمهاجم أساسي للمنتخب ليكون مجموع أهدافه ( 71 ) هدفاً خلال سبع سنوات قضى نصفها احتياطياً.
وإذا كانت جماهير النصر تغنت ببعض الثنائيات الشهيرة كأحمد الدنيني ومحمد سعد أو كخالد التركي وسعد الجوهر أو كماجد ومحيسن أو ماجد والهريفي.. فقد تغنت طويلاً بماجد ودرويش كان خلالها النصر هو المسيطر على كل شيء في زمن كان يطلق عليه الزمن الجميل.

## اسهاماته مع النصر
- الفوز ببطولة الدوري السعودي مرتين أعوام 80 و81م.
- الفوز ببطولة كأس الملك مرة عام 81م.